# Macrodorcas valgipes
Macrodorcas valgipes es una especie de coleóptero de la familia Lucanidae.

## Distribución geográfica
Habita en Punjab y Uttar Pradesh en la India.